# Romanisering van het Tadzjieks
Onder romanisering wordt verstaan: de weergave in het Latijnse schrift van een taal, die oorspronkelijk in een ander schrift geschreven wordt. In het geval van het Tadzjieks is dat een eigen variant van het cyrillisch alfabet. Het doel van romanisering is de taal leesbaar te maken voor mensen die het cyrillische schrift niet beheersen, maar ook om Tadzjieks te kunnen schrijven op een computer die niet met het Tadzjiekse schrift kan omgaan.

## Transcriptie/transliteratie
- Transcriptie is gebaseerd op de intuïtieve uitspraak door de doelgroep. Het is niet de bedoeling de oorspronkelijke Tadzjiekse versie te kunnen reconstrueren.
- Transliteratie baseert zich op de schrijfwijze. Het doel is een correcte weergave te geven van het geschreven Tadzjieks; de intuïtie van de doelgroep speelt geen rol.

| Tadzjieks | Transcriptie | Transliteratie | Transliteratie (Nederlands) |
| --------- | ------------ | -------------- | --------------------------- |
| А а       | A a          | A a            | A a                         |
| Б б       | B b          | B b            | B b                         |
| В в       | V v          | V v            | V v                         |
| Г г       | G g          | G g            | G g                         |
| Ғ ғ       | Gh gh        | Ġ ġ            | Gh gh                       |
| Д д       | D d          | D d            | D d                         |
| Е е       | E e          | E e            | E e / Je je                 |
| Ё ё       | Yo yo        | Ë ë            | Jo jo                       |
| Жж        | Zh zh        | Ž ž            | Zj zj                       |
| З з       | Z z          | Z z            | Z z                         |
| И и       | I i          | I i            | I i                         |
| Ӣ ӣ       | Í í          | Ī ī            | I i                         |
| Й й       | Y y          | J j            | I i / J j                   |
| К к       | K k          | K k            | K k                         |
| Қ қ       | Q q          | Ķ ķ            | Q q                         |
| Л л       | L l          | L l            | L l                         |
| М м       | M m          | M m            | M m                         |
| Н н       | N n          | N n            | N n                         |
| О о       | O o          | O o            | O o                         |
| П п       | P p          | P p            | P p                         |
| Р р       | R r          | R r            | R r                         |
| С с       | S s          | S s            | S s                         |
| Т т       | T t          | T t            | T t                         |
| У у       | U u          | U u            | Oe oe                       |
| Ӯ ӯ       | Ŭ ŭ          | Ū ū            | Ö ö                         |
| Ф ф       | F f          | F f            | F f                         |
| Х х       | Kh kh        | H h            | Ch ch                       |
| Ҳ ҳ       | H h          | Ḩ ḩ            | H h                         |
| Ч ч       | Ch ch        | Č č            | Tsj tsj                     |
| Ҷ ҷ       | J j          | Ç ç            | Dzj dzj                     |
| Ш ш       | Sh sh        | Š š            | Sj sj                       |
| Ъ ъ       | ’            | "              | -                           |
| Э э       | Ė ė          | È è            | E e                         |
| Ю ю       | Yu yu        | Û û            | Joe joe                     |
| Я я       | Ya ya        | Â â            | Ja ja                       |

De Ц ц (Ts ts), Щ щ (Sjtsj sjtsj), Ы ы (Y y) en Ь ь (zacht teken, niet geschreven) kwamen voor in leenwoorden uit het Russisch, maar zijn afgeschaft bij de spellingshervorming van 1998.